# Sydney Cockerell
Sydney Cockerell (Brighton, 16 luglio 1867 – Richmond, 1º maggio 1962) è stato un collezionista d'arte britannico, direttore del Fitzwilliam Museum di Cambridge dal 1908 al 1937.

## Famiglia
Era il figlio di Sydney John Cockerell (1842-1877) e Alice Elizabeth Bennett. Era fratello dello zoologo e studioso delle api Theodore Dru Alison Cockerell (1866–1948), e del rilegatore di libri Douglas Bennett Cockerell (1870–1945). Il rilegatore Sandy Cockerell (Sydney Morris Cockerell) era suo nipote.
Si sposò con l'illuminatrice e designer Florence Kate Kingsford, a cui nel 1916 fu diagnosticata la sclerosi multipla. La coppia ebbe tre figli: due femmine, Margaret e Katharine, e un maschio, Sir Christopher Cockerell, inventore dell'hovercraft.

## Attività
Dopo aver lavorato nell'azienda carbonifera di famiglia, la George J. Cockerell & Co, dove conobbe John Ruskin, il più importante critico d'arte dell'età vittoriana, che era stato intimo amico di suo padre Sydney John Cockerell, e presente al battesimo di sua sorella Olive. 
Già amico di William Morris, intorno al 1887 Cockerell inviò delle conchiglie a Ruskin che accettò volentieri il suo dono.  Quattro anni più tardi, ottenne un ingresso ancora più solido nei circoli intellettuali, che gli aprì le porte ad una collaborazione con la Società per la Tutela degli Edifici Antichi, nella quale fu introdotto dall'amico architetto Detmar Blow. 

Agendo come segretario personale di William Morris, divenne il primo collezionista dei libri pubblicati dalla Kelmscott Press, oltre a lavorare come segretario di Wilfrid Scawen Blunt ed esecutore testamentario di Thomas Hardy.
Dal 1908 al 1937, diresse il Fitzwilliam Museum di Cambridge, organizzando le collezioni di manoscritti e libri stampati privatamente, disegni, dipinti (inclusa la Tarquinia e Lucrezia di Tiziano) e ceramiche presenti al suo interno. Inoltre, si occupò di tutelare la collezione delle opere di William Blake, acquisire il primo quadro di Picasso presente al Fitzwilliam, introdurre l'apertura domenicale, raccogliere fondi per finalizzare l'ampliamento del museo, ricorrendo ad una delle prime forme di associazionismo nel Regno Unito aperte agli amici dell'istituzione.

## Nell'arte
Cockerell fu menzionato nel libro The Nun, Infidel e Superman di Felicitas Corrigan, in un trio di figure che comprendeva anche Laurentia McLachlan e da George Bernard Shaw. Successivamente, fu drammatizzato da Hugh Whitemore in The Best of Friends, rappresentato in televisione nel '91 e al teatro londinese di South Hampstead, nel 2006.
Secondo la biografia di Penelope Fitzgerald sulla poetessa Charlotte Mew (1869-1928) intitolata Charlotte Mew and Her Friends:
(Penelope Fitzgerald, Charlotte Mew and Her Friends)